# Вазул
Вазул (? – † 1037) e унгарски благородник от династията на Арпадите, управлявал през 11 век унгарските земи между река Морава и град Естергом.
Вазул е внук на унгарския княз Лашонц и син на Михай. Вазул на няколко пъти участва в съзаклятия против първия унгарски християнски крал Ищван I и като езичник е изключен от него от линията на наследниците на унгарския кралски престол. Въпреки това династията на Арпадите оцелява именно през синовете на Вазул.
Вазул има два брака и двата с български княгини:
- Катун Анастасия, дъщеря на цар Самуил
- Каталина, внучка на цар Иван Владислав

От първия си брак той има трима сина – унгарските крале Андраш I и Бела I и брат им Лебедий.